# Кузаков, Константин Степанович
Константи́н Степанович Кузаков (4 сентября 1908, Сольвычегодск, Вологодская губерния, Российская империя — 12 сентября 1996, Москва, Россия) — советский организатор кинопроизводства и телевидения, c 1959 года один из руководителей Гостелерадио СССР. Заслуженный работник культуры РСФСР (1972). По собственному утверждению, внебрачный сын Сталина.

## Биография
Родился 4 сентября 1908 года в Сольвычегодске. По его собственным словам, у него было три брата и две сестры. Мать – Мария Прокопьевна – нигде не работала, занималась семьей, сдавала комнату ссыльным. Муж матери – Степан Михайлович – умер за два года до его рождения.
В 1930 году окончил Ленинградский институт народного хозяйства.
С 1932 года по 1939 год — доцент, заведующий кафедрой диалектического материализма Ленинградского института точной механики и оптики.
В 1939 году вступил в ВКП(б), читал лекции на курсах секретарей райкомов. По инициативе А. А. Жданова был переведён в аппарат ЦК ВКП(б), работал инструктором, помощником начальника отдела, помощником начальника Управления пропаганды и агитации ЦК ВКП(б).
С 7 июня 1942 года — заместитель заведующего отделом марксистско-ленинской подготовки кадров Управления пропаганды и агитации ЦК ВКП(б), с 12 августа 1942 года — заведующий отделом, одновременно ответственный секретарь редколлегии журнала «Большевик».
С 10 мая 1945 года — заведующий отделом преподавания марксизма-ленинизма в вузах Управления пропаганды и агитации ЦК ВКП(б).
С 4 октября 1944 года по 15 марта 1947 года — заместитель начальника Управления пропаганды и агитации ЦК ВКП(б). С 23 января 1945 года — член редколлегии журнала «Партийное строительство», одновременно заведующий отделом по изданию в СССР зарубежной литературы.
16 декабря 1946 года постановлением Политбюро ЦК ВКП(б) «О крупных недостатках в организации производства кинофильмов и массовых фактах разбазаривания и хищения государственных средств в киностудиях» был назначен заместителем министра кинематографии СССР по общим вопросам.
4 ноября 1947 года постановлением СМ СССР снят с должности заместителя министра кинематографии СССР, исключён из партии «за потерю политической бдительности и пособничество врагу народа». Этим «врагом народа» оказался бывший сотрудник Управления пропаганды и агитации ЦК ВКП(б) Борис Сучков, обвиненный в шпионаже в пользу американцев. 18 августа 1953 года восстановлен в партии.
С 1947 по 1954 год — начальник сценарного отдела киностудии «Мосфильм».
С 18 мая 1954 по 28 апреля 1955 года — начальник Главного управления кинематографии, член коллегии Министерства культуры СССР.
С 29 июня 1955 года — директор издательства «Искусство».
С 15 августа 1959 года — начальник Главного управления местного телевидения и радиовещания Государственного комитета по радиовещанию и телевидению при Совете министров СССР.
С 17 октября 1960 года — заместитель председателя Государственного комитета по радиовещанию и телевидению при Совете министров СССР.
С 6 июня 1962 года — член Государственного комитета Совета министров СССР по радиовещанию и телевидению, главный редактор Главной редакции естественно-научных передач.
С 30 августа 1963 года — главный редактор Главной редакции литературно-драматического радиовещания.
С 9 марта 1971 года — главный редактор Главной редакции литературно-драматических программ Центрального телевидения.
В 1987 году вышел на пенсию.
Похоронен в Москве на Ясеневском кладбище (1 уч.).

## Награды
- орден Отечественной войны 1-й степени (06.11.1945)
- орден Красной Звезды
- Медаль «За оборону Кавказа»[9]
- Медаль «За оборону Москвы»[9]
- Заслуженный работник культуры РСФСР (1972)

## «Внебрачный сын Сталина»
В 1995 году Кузаков дал интервью газете «Аргументы и факты», в котором утверждал, что скорее всего является внебрачным сыном Сталина. По его словам, один из ссыльных сказал, что он похож на своего отца — Джугашвили.
В интервью «Собеседнику» его сын Владимир рассказывал, что в 1937 году отец дал в НКВД подписку о неразглашении «тайны происхождения». Его мать была квартирной хозяйкой Иосифа Джугашвили, отбывавшего в Сольвычегодске ссылку. После отъезда того из города она родила сына, отцом которого был записан умерший за 2 года до этого официальный муж матери — Степан Михайлович Кузаков.

## Семья
- Мать — Мария Прокопьевна Кузакова (1874—1941), передала свой дом в Сольвычегодске под музей политических ссыльных, а взамен получила квартиру в Ленинграде, где и умерла в дни блокады в декабре 1941 года.
- Жена — Александра Николаевна Кузакова (урожд. Полянская, 1908—1997).
- Сын — Владимир Константинович Кузаков (1935—2020[12]), историк, старший научный сотрудник Института истории естествознания и техники им. Н. И. Вавилова РАН.
- Дочь — Наталья Константиновна Кузакова (1941—2001).
- Сын — Алексей Константинович Кузаков (р. 1947), физик.